# Syrianska Football Club
Maillots
Dernière mise à jour : 30 mars 2014.
Le Syrianska FC est un club suédois de football basé à Södertälje qui évolue actuellement en deuxième division.
Fondé en 1977 par des syriaques/araméens orthodoxes originaires de Turquie et de Syrie, le club monte pour la première fois de son histoire en première division en 2010. Il est relégué en deuxième division en 2013.

## Histoire
- 1977 : L'association syriaque basé à Södertälje en Suède constitue une équipe de football appelée « Suryoye SK ». L'équipe débute en Division 7 Est.
- 1983 : Suryoye SK évolue de la Division 7 à la division 6.
- 1985 : Suryoye Sk gagne la Division 6 et monte en Division 5.
- 1986 : L'équipe change son nom « Suryoye » pour « Syrianska ».
- 1987 : Syrianska gagne la Division 5 et monte en Division 4.
- 1990 : Syrianska gagne la Division 4 et monte en Division 3.
- 1991 : Syrianska gagne pour la première fois une série de matchs qui lui permet de progresser en Division 2.
- 1995 : Pour la première fois dans l'histoire du club, l'équipe perd et redescend en Division 3. Et ce, malgré un effort important.
- 1996 : L'année qui a suivi sa descente en Division 3, le club se pose des objectifs à long terme une variété d'étapes dont le but est d'atteindre la « Division 1 en 2001 ».
- 1999 : Syrianska remonte en Division 2.
- 2000 : Syrianska joue à nouveau en Division 2 et décroche la troisième place après une saison très forte marquée par des nouveaux arrivants. Le club commence sérieusement à s'investir dans la formation des jeunes.
- 2001 : Syrianska remporte la division 2 avec un parcours impressionnant - 53 points et 65 but marqués. Syrianska joue les play-offs, mais ne peut toutefois pas passer en Superettan (Division 2).
- 2003 : Syrianska définit une nouvelle cible : atteindre le Superettan en 2006.
- 2004 : Syrianska termine sa saison en milieu de Division 1 et s'y établit pour la prochaine saison.
- 2005 : Syrianska rate une fois de plus l'occasion d'enter en qualification au Superettan. Face à une foule de supporters Araméens à Södertälje, Syrianska perd à domicile contre Qviding FIF 0-2 et gagne à l'extérieur 2-1. Syrianska était très proche de sa qualification pour le Superettan.
- 2006 : Özcan Melkemichel est le nouvel entraîneur de Syrianska. Le stade de football nouvellement construit à Södertälje est le nouveau stade à domicile de Syrianska qui a coûté 120 millions de couronnes suédoises.
- 2007 : commençant la saison par de multiples blessures provisoires, pour la première fois en 20 ans, Syrianska joue un match contre Assyriska FF et le gagne avec 2-1 devant 7 146 spectateurs. Dans le deuxième match contre Assyriska FF, Syrianska a à nouveau gagné avec 1-0 après le but de Robert Massi devant 6 313 spectateurs. Syrianska termine en quatrième place du Superettan.
- 2008 : Avant que la saison commence, Syrianska eu le plaisir de recevoir Allsvenska Hammarby IF à domicile pour la Coupe de Suède. Le match a été diffusé sur TV4. Hammarby a pris les dessus 0-4 avant la mi-temps. Après la mi-temps, Syrianska progresse avec 4-4 devant des spectateurs enthousiastes. Syrianska était le plus proche victoire avant que Hammarby fini par remporter avec deux buts rapides. Syrianska finit brillamment sa saison avec 59 points.
- 2009 : Syrianska joue leur première saison en deuxième division, Superettan. Ils arrivent à la 4e place avec un point de retard sur la troisième place.
- 2010 : Syrianska devient le champion du Superettan. Ils joueront lors de la prochaine saison dans la ligue Allsvenskan en première division.
- 2011 : Özcan Melkemichel n'étant pas titulaire de la Licence pro Fifa obligatoire pour entraîner un club de première division Suédoise, il est remplacé à ce poste par l'Estonien Valeri Bondarenko. Melkemichel occupe désormais le poste de manager général du club[1].
- Sources : (sv) www.syrianskafc.com

## Joueurs notables
(voir aussi Catégorie:Joueur du Syrianska FC)

## Les supporters
Les fans du club de foot Syrianska sont répartis dans plus de 80 pays dans le monde. Considérée comme leur équipe nationale, Syrianska représente le peuple syriaque à travers le monde, originaire de Turquie, d'Irak, de Syrie, d'Iran et du Liban. Les supporters sont représentés par le fan-club officiel de l'équipe Syrianska FC « Gefe Fans » basé en Suède, connu également sous le nom de « Syrianska Fans ». Le fan-club a été créé en 2002 par un groupe de supporters de Syrianska à Södertälje. Le nom du fan-club, « Gefe », signifie « ailes » en araméen, symbole du drapeau araméen,,,,,,,.